# Anna Larsson (friidrottare)
 Anna Karolina Larsson Hedlund ("Nora-Anna"), född 2 januari 1922 i Nora bergsförsamling, död där 13 juni 2003, var en svensk friidrottare. Hon var specialiserad på medeldistans och satte 4 världsrekord på 800 meter eller 880 yards. Hon var svensk mästare på 800 meter åren 1943–1949 och förlorade under sin tid som aktiv inte ett lopp.

## Biografi

### Bakgrund och framgångar
Anna Larsson tävlade för IFK Nora. Hennes talang för löpning upptäcktes tidigt, och i 15-årsåldern sprang hon lätt ifrån sina jämnåriga. 1943 deltog hon i Riksmarschen och hon övertalades där att ställa upp på SM i Göteborg samma år. Väl där vann hon 800 meter med åtta sekunder före tvåan och en sekund under Inga Gentzels då 15 år gamla svenska rekord.
Anna Larsson vann totalt sju svenska mästerskap på 800 meter åren 1943-1949. 1945 satte hon inofficiellt svenskt rekord på 400 meter, och hennes bästa resultat på 200 meter var 26,0 sekunder och på 100 meter 12,0 sekunder.
Hennes bästa distans var dock medeldistans och särskilt 800 meter. Under perioden 1944–1945 satte hon fyra världsrekord – tre på 800 meter och ett på 880 yards. Hennes tredje världsrekord 800 meter sattes 30 augusti 1945 på Stockholms stadion. Efter 2 minuter och 13,8 sekunder fick hon som första kvinna springa ärevarv runt arenan. Samma år fick hon Kamratmedaljen, för årets bästa IFK-prestation, och blev distriktsmästarinna på 10 kilometer längdskidåkning. 

### Betydelse och internationellt
Anna Larsson hade trots sin överlägsenhet små möjligheter att mäta sina krafter utanför Sverige. Kvinnor tävlade under 1940-talet internationellt sällan på längre sträckor än 200 meter, inte heller på EM eller OS. 800 meter – en sträcka som tidigare ansetts som för långt att springa för en kvinna – debuterade som första medeldistanssträcka på EM 1954 och på OS först 1960; 400 meter debuterade på EM 1958 och på OS först 1964. Till OS 1948 försökte Larsson istället att kvalificera sig på 100 och 200 meter, men hon var inte tillräckligt snabb för dessa sprintsträckor.
Först 1950 slogs Anna Larssons världsrekord på 800 meter.
Under den tid Anna Larsson var tävlingsaktiv förlorade hon inte en enda tävling. Detta till trots fick hon aldrig motta något bragdguld; det anses att hon hamnat i skuggan av dåtidens manliga svenska medeldistansfenomen Gunder Hägg och Arne Andersson. Hon utsågs år 1969 till Stor grabb/tjej nummer 272.

### Efter löparkarriären
Anna Larsson arbetade hemma på gården i Öskevik utanför Nora fram till sitt giftermål. 1949 gifte hon sig med Gustaf Holger Hedlund och lade i samma veva sina löparskor på hyllan.

## Världsrekord
- 27 augusti 1944 - 800 meter på 2.15,9, Zinkensdamms IP, Stockholm (svenska mästerskapen)
- 19 augusti 1945 - 800 meter på 2.14,8, Olympia, Helsingborg (svenska mästerskapen)
- 30 augusti 1945 - 800 meter på 2.13,8, Stockholms stadion, Stockholm
- 5 september 1945 - 880 yard på 2.15,6, Stockholms stadion, Stockholm[3]